# Oligophlebiella polishana
Oligophlebiella polishana är en fjärilsart som beskrevs av Embrik Strand 1915. Oligophlebiella polishana ingår i släktet Oligophlebiella och familjen glasvingar. Inga underarter finns listade i Catalogue of Life.